# Arnold Yarrow
Arnold Yarrow (Londres, 17 de abril de 1920-Herne Bay, 9 de diciembre de 2024) fue un actor, guionista y novelista británico, reconocido por interpretar a Benny Bloom en la telenovela EastEnders.

## Biografía y carrera
Yarrow es también conocido por su papel como el líder Bellal en la serie de 1974, Death to the Daleks!.  Tras la muerte de Earl Cameron en 2020, se convirtió en el actor vivo más longevo de participar en la franquicia de Doctor Who. Otros roles televisivos en los que incursó fueron Coronation Street, Crane, Ghost Squad, The Onedin Lane, London's Burning, así como su participación en el filme El hijo de la pantera rosa de 1993. Así como su papel en EastEnders, Yarrow era judío.
Algunos trabajos de guion que realizó incluyen episodios en EastEnders, Crown Court, Warship y Softly, Softly. Escribió numerosos libros basados por ejemplo en la serie Softly, Softly así como sus propias obras Death is a Z y The Grease-Paint Monkey.ref>DrWhoCastCrewGuide. x.com</ref>
Yarrow vivió en Herne Bay, Kent. Cumplió 100 años en abril de 2020 y murió en su residencia de Herne Bay el 9 de diciembre de 2024, a los 104 años de edad. Hasta la fecha, es el actor más longevo acreditado alguna vez en Doctor Who.

## Filmografía

### Como guionista
- Suspense (1960)
- Forraederiet (1962)
- Softly, Softly: Task Force (1970-1976)
- Barlow at Large (1973-1974)
- Crown Court (1974)
- Warship (1976)
- Second Veredict (1976)
- EastEnders (1992-1994)

### Como actor

#### Televisión
- Without Vision (1956)
- Nom–de–Plume (1956)
- Over to William (1956)
- Television World Theatre (1957)
- ITV Television Playhouse (1957)
- Macbeth (1958)
- Doomsday for Dyson (1958)
- Dial 999 (1958)
- The Vise (1959)
- Glencannon (1959)
- ITV Play of the Week (1959)
- ITV Television Playhouse (1960)
- Hotel Imperial (1960)
- Man from Interpol (1960)
- The Roving Reasons (1960)
- The Haunted House (1960)
- Barnaby Rudge (1960)
- Armchair Theatre (1960)
- Colonel Trumper's Private War (1961)
- The Andromeda Breakthrough (1962)
- ITV Play of the Week (1962)
- Ghost Squad (1963)
- BBC Sunday–Night Play (1963)
- Crane (1963)
- Festival (1963)
- Boyd Q.C. (1963)
- Story Box (1964)
- Front Page Story (1964)
- Coronation Street (1965)
- For Whom the Bell Tolls (1965)
- The Man in the Mirror (1966)
- Vacant Lot (1967)
- Theatre 625 (1967)
- Dr. Finlay's Casebook (1968)
- Life with Cooper (1968)
- The Revenue Men (1968)
- Armchair Theatre (1969)
- Doctor Who (1974)
- The Onedin Line (1980)
- Wainwrights' Law (1980)
- A Little Silver Trumpet (1980)
- The Chinese Detective (1982)
- Jemima Shore Investigates (1983)
- Cold Warrior (1984)
- One by One (1987)
- EastEnders (1988–1989)
- Benny (1989)
- London's Burning (1993)
- The Sarah Jane Adventures (2010)
- Beneath the City of the Exxilons (2012)

#### Cine
- Mahler (1974)
- El hijo de la pantera rosa (1993)
- Genghis Cohn (1993)